# Hokejska zveza Slovenije
Hokejska zveza Slovenije kontrollerar den organiserade ishockeyn i Slovenien. Förbundet inträdde den 6 maj 1992 i IIHF, dagen då rekordmånga nya nationsförbund inträdde.

### Fotnoter
1. ↑  ”Slovenia”. International Ice Hockey Federation. http://www.iihf.com/iihf-home/countries/slovenia.html. Läst 9 april 2012.
2. ↑  Szemberg, Szymon; Podnieks, Andrew (2008). ”Story #42;Breakup of old Europe creates a new hockey world”. International Ice Hockey Federation. http://www.iihf.com/iihf-home/the-iihf/100-year-anniversary/100-top-stories/story-42.html. Läst 9 juni 2009.